# Rette sich wer kann (Erzählung)
Rette sich wer kann ist eine Erzählung aus Auf Sand gebaut, einem Erzählband von Stefan Heym, welcher 1990 in Deutschland erschien, und seine erste literarisch veröffentlichte Reaktion auf die Ereignisse, die als Wende und später als Wiedervereinigung in die Geschichte eingegangen sind, darstellt. Jenseits aller nationaler Euphorie richtet Stefan Heym in seinen Geschichten einen illusionslosen Blick auf die jüngsten deutschen Zustände, auf die um sich greifende Korruption des Denkens und Handelns, auf den Opportunismus und die Wendefreudigkeit ehemaliger Apparatschiks, auf die kritiklose Übernahme westlicher Werte.

## Handlung
Die Erzählung handelt von dem ehemaligen VEB Dreh- und Bohrmaschinen, welcher nach der Wende von der in Duisburg, Basel und Glasgow ansässigen Firma „Wesendonck & Brendel“ übernommen wird.
In der Belegschaft herrscht große Unsicherheit über die berufliche und persönliche Zukunft, wie es von dem Ich-Erzähler, dem ökonomischen Direktor des VEB Dreh- und Bohrmaschinen, eingangs der Erzählung beschrieben wird.
Der Erzähler findet sich als Bindeglied zwischen seiner verunsicherten Belegschaft, und seinen damaligen und noch aktuellen Vorgesetzten, Genosse Siegmund Seybold und Staatssekretär Dr. Müller-Kraschutzki wieder. Alle drei verhandeln separat mit dem neuen Besitzer der Firma, um sich selbst in möglichst aussichtsreicher Position im neuen Unternehmen zu platzieren. Genosse Seybold und Staatssekretär Müller-Kraschutzki, welche indirekt gegeneinander agieren, nehmen dazu jeweils den ökonomischen Direktor des Betriebs in die Pflicht, dass er sie als neuen Vizepräsident von „Wesendonck & Brendel“ vermitteln möge, mit der Aussicht auf eine angemessene Revanche.
Mit den besseren Beziehungen, scheint der Staatssekretär seine Position bereits sicher zu haben, als er unerwartet von einem Untersuchungsausschuss, „des Machtmißbrauchs, wie so ziemlich aller anderen Vergehen, die sich einem Wirtschaftsfunktionär des alten Regimes vorwerfen ließe“, schuldig gesprochen wird.
Pikanterweise kommt das Urteil unter anderem durch die Zeugenaussage des Genossen Seybold zustande. Dem Öffentlichkeits- und Medieninteresse kann sich Dr. Müller-Kraschutzki entziehen, indem er sich über Nacht ins Ausland absetzt. Im VEB Dreh- und Bohrmaschinen kommt es anschließend zu einer Mitarbeiterversammlung zwischen der Belegschaft und den neuen Besitzern. Auf dieser Veranstaltung wird durch „Wesendonck & Brendel“ das neue Unternehmen vorgestellt, den Mitarbeitern eine überspitzt positive Zukunft versprochen. Zunächst versteht die Belegschaft den rhetorischen Stil der neuen Besitzer nicht, doch Genosse Seybold „eilt zu Hilfe“ und rettet mit ein paar geschickten Sätzen die Situation.
Herr Wesendonck entschuldigt sich für eventuelle Missverständnisse mit der Aussage, dass bereits der Herr in der Leitung der Firma, für eine bessere Kommunikation, unterwegs sei, sich die Maschine aus Moskau aber verspäte. Im späteren Verlauf der Veranstaltung versucht Genosse Seybold, im Dialog mit Herrn Wesendonck, immer wieder das Gespräch auf seine persönliche Zukunft in der Firma zu lenken, bekommt aber außer allgemeinen Phrasen wie „sicher würden sich auch Positionen auftun, für Herren mit Erfahrung im Ostgeschäft.“ keine spezifische Antwort. Die Erzählung endet mit der Ankunft des Ostfachmanns aus Moskau. Der sichtlich geschockte Genosse Seybold begrüßt ihn mit den Worten: „Herr Staatssekretär Müller-Kraschutzki und ich sind alte Freunde, und ich hoffe, wir werden es bleiben.“

## Form
Heym wählt für die Erzählung zu Beginn einen homodiegetischen Ich-Erzähler, den ökonomischen Direktor des VEB Dreh- und Bohrmaschinen. Ein innerer Monolog stellt den unmittelbaren Einstieg in die Geschichte dar. „Was heißt der Laden gehört mir nicht. Natürlich gehört er mir nicht, aber wer soll sich denn sonst darum kümmern? Das Politbüro vielleicht?“ Die Ereignisabfolge bleibt innerhalb der Geschichte vordergründig chronologisch, und wird zeitraffend wiedergegeben. Dennoch lässt sich eine Analepse zu Beginn des Textes feststellen, als der Erzähler dem Leser über einen vorausgegangenen Lehrgang berichtet, und bereits die Absichten Seybolds deutlich werden. Heym wählt im Verlauf des Textes ebenso einen auktorialen Erzählstil, um über Begebenheiten fern der Hauptfigur zu berichten. „Dann stürzte der Genosse Müller-Kraschutzki doch. Niemand hatte erwartet, daß solchen ihm zustoßen könnte; alle Welt war überzeugt, daß er rundum und flächendeckend abgesichert war.“ In allen der Geschichte, von Heym benutzten Erzählformen, bleibt durch die kommentierende Einmischung der Erzählinstanz das „telling“ vordergründig.

## Interpretation
Heym stellt in seiner Erzählung die damaligen Umstände des Umbruchs in der DDR, sowie den in den Köpfen der Menschen, schonungslos dar. So formulieren auch Pateau und Strasser:
„Die Verhaltensweisen von früher haben in der neuen Zeit ihre Gültigkeit verloren und im Sozialismus als sicher betrachtete Werte relativieren sich jetzt. Dennoch finden sich diejenigen, die früher in der DDR mit dem System gut zurecht kamen, auch mit den neuen Verhältnissen am besten zurecht. Diejenigen, die in sozialistischen Zeiten ganz oben waren, schaffen es auch in der neuen Zeit, wie der frühere Staatssekretär Müller-Kraschutzki (unschwer als Schalck-Golodkowski zu erkennen) in Rette sich wer kann, dem es gelingt, trotz eines gegen ihn laufenden Verfahrens wegen Machtmißbrauchs, sich in der Industrie eine Stelle als Ostberater zu sichern und dabei seine früheren Untergebenen ausspielt, die ihrerseits glaubten, weniger belastet als er zu sein und deshalb seine Stelle bekommen zu können. Jetzt müssen sie sich wieder mit ihm arrangieren, wollen auch sie in der Firma arbeiten. Die Abhängigkeitsverhältnisse haben sich nicht geändert, sie haben sich nur vom offiziellen, staatlichen in den privaten Bereich verschoben. Fast allen dargestellten Figuren ist eines gemeinsam : Sie sind Opportunisten, die versuchen, sich mit jedem Machthaber zu arrangieren, und haben dadurch nicht unwesentlich zum Zerfall ihres Staates beigetragen.“
Diesen Sachverhalt stützend konstatiert auch McCardle,
“There was never any genuine loyality on the part of the managers to the system or to the workers. When it became apparent months before the Wende the system could not survive, Seybold and the author, and obviously Müller-Kraschutzki, sent out feelers to West German companies. It is amazing how quick they are to jump ship and join the “class enemy”.” (deutsch: „Es gab nie echte Loyalität seitens der Manager zum System oder zu den Arbeitnehmern. Als es Monate vor der Wende offensichtlich wurde, dass das System nicht überleben könnte, sondierten Seybold und der Erzähler, und natürlich Müller-Kraschutzki, geschickt die Lage um in einem westdeutschen Unternehmen unterzukommen. Es ist erstaunlich, wie schnell sie „das sinkende Schiff“ verlassen und sich dem früheren „Klassenfeind“ anschließen.“) “In the final analysis the workers were never owners of their Volkseigene Betriebe. The state and its political system which said they were was build on sand.” (deutsch: „Letztlich waren die Arbeiter nie Eigentümer ihrer Volkseigene Betriebe. Der Staat und das politische System, welches ihnen diesen Eindruck vermittelte, war auf Sand gebaut.“)

### Primärliteratur
- Stefan Heym: Auf Sand gebaut. C. Bertelsmann Verlag, München 1990, ISBN 3-570-01458-4.

### Sekundärliteratur
- U. E. Beitter (Hrsg.): Schreiben im heutigen Deutschland: Fragen an die Vergangenheit. Peter Lang, New York 1998.
- Arthur W. McCardle: Stefan Heyms „Auf Sand gebaut“. Wende und Wendehälse. In: U. E. Beitter (Hrsg.): Schreiben im heutigen Deutschland. Fragen an die Vergangenheit (= Contemporary German Literature and Society, Band 2). Lang, New York 1998, S. 111–149
- S. Pateau und A. Strasser: Auf der Suche nach dem verlorenen Sozialismus. Der Schriftsteller Stefan Heym als moralische Instanz der Wendezeit. In: Germanica. 2005.